# کامن (رپر)
 لونی راشید لین جونیور (به انگلیسی: Common) (زاده ۱۳ مارس ۱۹۷۲) بازیگر و رپر آمریکایی است.
از فیلم‌های معروف او می‌توان به گویندگی در انیمیشن خوش قدم ۲ اشاره کرد. او همچنین در فیلم‌های هر چیز پنهانی، اکنون مرا میبینی، تحت تعقیب، سلاطین خیابان، گانگستر آمریکایی، نابودگر: رهایی، شب قرار، مگان لیوی، پاکوتاه، اینجا و الان، اتفاقی از نسبت‌های یادبود و سریال‌های جهنم متحرک، گروگان و سیلو بازی کرده‌است.